# Gopo 2018
A XII-a ediție a Premiilor Gopo  a distins cele mai reușite prestații din industria cinematografică românească difuzate între 1 ianuarie și 31 decembrie 2017. Premiul pentru cel mai bun film a fost obținut de pelicula Un pas în urma serafimilor.

## Înscrieri
23 de lungmetraje, 12 documentare și 49 de scurtmetraje lansate în cinematografe sau festivaluri în 2017 au intrat oficial în cursa pentru nominalizări la Premiile Gopo 2018. Juriul a fost compus din 11 profesioniști din domeniu: Nap Toader (regizor), Iuliana Târnovețchi (producător), Barbu Bălășoiu (operator), Radu Corciova (scenograf), Gabriela Albu (exploatant) și criticii de film Irina Margareta Nistor, Cătălin Olaru, Cristian Mărculescu, Angelo Mitchievici, Ion Indolean.
După ce juriul a anunțat nominalizările, aproximativ 500 de membri activi din industria cinematografică românească au fost invitați să desemneze câștigătorii trofeelor Gopo 2018.

## Nominalizări și câștigători
| Cel mai bun film | Cel mai bun regizor |
| --- | --- |
| - Un pas în urma serafimilor – regia: Daniel Sandu - 6,9 pe scara Richter – regia: Nae Caranfil - Breaking News – regia: Iulia Rugină - Fixeur – regia: Adrian Sitaru - Meda sau Partea nu prea fericită a lucrurilor – regia: Emanuel Pârvu | - Daniel Sandu – Un pas în urma serafimilor - Nae Caranfil – 6,9 pe scara Richter - Călin Peter Netzer – Ana, mon amour - Iulia Rugină – Breaking News - Adrian Sitaru – Fixeur |
| Cel mai bun actor | Cea mai bună actriță |
| - Vlad Ivanov – Un pas în urma serafimilor pentru rolul Ivan - Mircea Postelnicu – Ana, mon amour pentru rolul Toma - Andi Vasluianu – Breaking News pentru rolul Alex - Tudor Aaron Istodor – Fixeur pentru rolul Radu - Alexandru Potocean – Marița pentru rolul Costi - Șerban Pavlu – Meda sau Partea nu prea fericită a lucrurilor pentru rolul Doru | - Diana Cavaliotti – Ana, mon amour pentru rolul Ana - Voica Oltean – Breaking News pentru rolul Simona - Ela Ionescu – Dimineața care nu se va sfârși pentru rolul Eva - Cristina Flutur – Hawaii pentru rolul Ioana - Ofelia Popii – Portrete în pădure pentru rolul Vera |
| Cel mai bun actor în rol secundar | Cea mai bună actriță în rol secundar |
| - Ali Amir – Un pas în urma serafimilor pentru rolul Aid - Lucian Ifrim – Aniversarea pentru rolul Tudor - Emanuel Pârvu – Aniversarea pentru rolul Sandu - Adrian Văncică – Ultima zi pentru rolul „polițistul” - Ilie Dumitrescu Jr. – Un pas în urma serafimilor pentru rolul Olah | - Diana Spătărescu – Fixeur pentru rolul Anca Rășcanu - Carmen Tănase – Ana, mon amour pentru rolul mama lui Toma - Simona Bondoc – Aniversarea pentru rolul Valeria - Rodica Lazăr – Hawaii pentru rolul Viorica - Ana Ciontea – Marița pentru rolul Maria |
| Cel mai bun scenariu | Cea mai bună imagine |
| - Daniel Sandu – Un pas în urma serafimilor - Nae Caranfil – 6,9 pe scara Richter - Ana Agopian, Oana Răsuceanu, Iulia Rugină – Breaking News - Claudia Silișteanu, Adrian Silișteanu – Fixeur - Anca Buja, Cristi Iftime – Marița | - George Dăscălescu – Un pas în urma serafimilor - Liviu Pojoni – Aniversarea - Adrian Silișteanu – Fixeur - Silviu Stavilă – Meda sau Partea nu prea fericită a lucrurilor - Andrei Dăscălescu – Planeta Petrila |
| Cel mai bun montaj | Cel mai bun sunet |
| - Dana Bunescu – Ana, mon amour - Cătălin Cristuțiu – Breaking News - Mircea Olteanu, Ștefan Pârlog, Andrei Dăscălescu – Planeta Petrila - Ștefan-Ioan Tatu – Ultima zi - Mircea Olteanu – Un pas în urma serafimilor | - Aleksander Simeonov, Tamas Szekely, Florin Tăbăcaru, Alexandru Dumitru – 6,9 pe scara Richter - Liviu Lupșa, Marius Leftărache – Aniversarea - Dana Bunescu, Andre Rigaut, Sophie Chiabaut, Cristinel Șirli – Ana, mon amour - Daniel Soare, Mirel Cristea, Marius Leftărache, Marian Bălan și Dragoș Știrbu – Un pas în urma serafimilor - Ioan Filip, Dan Ștefan Rucăreanu, Constantin Fleancu, Matthias Schwab – Fixeur                                                                             |
| Cea mai bună muzică originală | Gopo pentru cele mai bune decoruri |
| - Nae Caranfil, Bogdan Dimitriu, Liviu Mănescu – 6,9 pe scara Richter - Răzvan Enciu, Ferenc Darvas – La drum cu tata - Vladimir Cosma – Octav - Jurjak, Ana Dubyk – Planeta Petrila - Marius Leftărache – Un pas în urma serafimilor | - Andreea Popa – 6,9 pe scara Richter - Alina Pențac – Aniversarea - Bogdan Ionescu – La drum cu tata - Călin Papură – Octav - Adrian Cristea – Un pas în urma serafimilor |
| Cele mai bune costume | Cel mai bun machiaj și cea mai bună coafură |
| - Doina Levintza, Adina Bucur – 6,9 pe scara Richter - Velica Panduru – Aniversarea - Ana Ioneci – Hawaii - Svetlana Mihăilescu – Octav - Cireșica Cuciuc – Un pas în urma serafimilor | - Cătălin Ciutu, Dana Roșeanu și Iulia Roșeanu – 6,9 pe scara Richter - Cristina Paul și Heike Ersfeld – Ana, mon amour - Domnica Bodogan și Dana Roșeanu – Aniversarea - Domnica Bodogan și Bianca Boeroiu – La drum cu tata - Lidia Ivanov și Bianca Boeroiu – Un pas în urma serafimilor |
| Debut regizoral | Tânără speranță |
| - Daniel Sandu – Un pas în urma serafimilor - Anca Miruna Lăzărescu – La drum cu tata - Cristi Iftime – Marița - Emanuel Pârvu – Meda sau Partea nu prea fericită a lucrurilor | - Ștefan Iancu – actor Un pas în urma serafimilor - Ana Cântăbine – scenografie Offstage - Serghei Chiviriga – regizor Cel mai bun client - Tudor Botezatu – regizor Sechestrați fără voie - Voica Oltean – actriță Breaking News |
| Cel mai bun film documentar | Cel mai bun film de scurt metraj |
| - Planeta Petrila – producător: Anamaria Antoci, Hanka Kastelicova, Alina David (FilmLab, HBO Europe, HBO România), regia: Andrei Dăscălescu - Brașov 1987. Doi ani prea devreme – producător: Demeter Andras Istvan, Nicolae Pepene (Muzeul Național de Istorie Brașov, Casa de producție TVR), regia: Liviu Tofan - Eu sunt Hercule – producător: Corina Gliga, Irina Malcea (Manekino Film) și Hanka Kastelikava (HBO Europe), regia: Marius Iacob - Ouăle lui Tarzan – producător: Ada Solomon (HiFilm Productions), regia: Alexandru Solomon - Procesul – producător: Claudiu Mitcu, Ioachim Stroe, Robert Fita (We Are Basca SRL), regia: Claudiu Mitcu - Țara moartă – producător: Ada Solomon (HiFilm Productions), regia: Radu Jude | - Scris/Nescris – producător: Anamaria Antoci, Adrian Silișteanu (4 Proof Film), regia: Adrian Silișteanu - Alb – producător: Smaranda Sterian, Paul Cioran (Boom Film), regia Paul Cioran - Chers Amis – producător: Valeriu Andriuță (Asociatia Cinemascop), regia Valeriu Andriuță - Cumulonimbus – producător: Ana Maria Pîrvan (Storyscapes / Studio Set), regia: Ioana Mischie - O noapte în Tokoriki – producător: Natalia Gurău (UNATC "I.L.Caragiale" București), regia: Roxana Stroe (regizor) |
| Gopo pentru cel mai bun film european | Gopo pentru premiul publicului |
| - Despre trup și suflet – regia: Ildikó Enyedi - Cealaltă parte a speranței – regia: Aki Kaurismäki - Dunkirk – regia: Christopher Nolan - Mister în Slack Bay – regia: Bruno Dumont - (M)ucenicul – regia: Kirill Serebrennikov | - Octav – Sergiu Celebidachi (57.813 spectatori) - Ghinionistul – Iura Luncașu (1.007.284 lei încasări) |
| Gopo pentru întreaga activitate | Gopo pentru întreaga carieră |
| - Sanda Toma - Ion Marinescu | - George Mihăiță - Vladimir Găitan |
| Premiul special | Premiul RSC |
| - Bujor T. Rîpeanu | - George Dăscălescu – Un pas în urma serafimilor |